# Samsas Traum
Samsas Traum est un groupe de heavy metal allemand dont le chanteur est Alexander Kaschte. Le style musical du groupe contient des éléments de dark wave, de black metal et de metal symphonique.

## Biographie
Samsas Traum est formé en 1996 après la publication de la première cassette solo de Kaschte. Trois ans plus tard, le projet solo devient un groupe de trio, et publie son premier album studio Die Liebe Gottes - Eine märchenhafte Black Metal Operette, qui divise la scène metal : certains considèrent ST comme le meilleur nouveau musicien de l'année, d'autres commencent à les haïr, notamment à cause des provocations d'Alexander Kaschte.
Il est suivi par un deuxième album studio, Oh Luna mein, en 2000. D'autres albums suivent avec un son plus orienté musique industrielle et musique classique.
Le 2 septembre 2011, Alexander Kaschte annonce que ses groupes Samsas Traum et Weena Morloch se produiront sur scène le 1er octobre la même année au Matrix à Bochum. Peu après sort l'album .Käfer.Maden.Würmer.Spinnen. En janvier 2012 sort Viva Vienna, Vol. I, un vinyle 10" enregistré à Vienne. Le 9 mars 2012, le concert du groupe à Bochum est publié sous forme d'album live intitulé Unbeugsam-Unberechenbar-Unsterblich. Le dixième album du groupe, Asen’ka – Ein Märchen für Kinder und solche, die es werden wollen, est publié le 23 novembre 2012. L'album est produit par André Alvinzi et Jens Bogren aux Fascination Street Studios en Suède. Le 27 septembre 2013, le groupe joue un concert deux jours. En 2015 sort leur nouvel album, Poesie: Friedrichs Geschichte.

## Discographie

### Albums studio
- 1999 : Die Liebe Gottes
- 2000 : Oh Luna Mein
- 2001 : Nostalgia
- 2003 : Tineoidea
- 2003 : Arachnoidea (album de remix de Tineoidea)
- 2004 : Endstation Eden
- 2004 : A.Ura
- 2005 : Einer Gegen Alle
- 2007 : Heiliges Herz - Das Schwert Deiner Sonne
- 2009 : 13 Jahre Lang Dagegen-Anti Bis Zum Tod
- 2011 : Anleitung zum Totsein
- 2012 : Asen’ka – Ein Märchen für Kinder und solche, die es werden wollen
- 2015 : Poesie: Friedrichs Geschichte
- 2018 : Scheiden tut weh

### Démos
- 1996 : Nostalgische Atavismen
- 1996 : Homerecordings
- 1998 : Elite
- 1998 : Einblick in ein elitäres Debüt-Album

### DVDs
- 2012 : Unbeugsam – Unberechenbar – Unsterblich
- 2016 : Live in Berlin'

### Compilations
- 2001 : Nostalgia
- 2003 : Arachnoidea
- 2004 : Endstation.Eden
- 2011 : .Käfer.Maden.Würmer.Spinnen.
- 2013 : Niemand, niemand anderem als dir
- 2013 : Leben bedeutet kämpfen
- 2015 : Maden.Flohmarkt – Die total asoziale Raritätensammlung

### Singles et EPs
- 2002 : Ipsissima verba (EP)
- 2005 : Einer gegen Alle (single)
- 2007 : Auf den Spiralnebeln (single)
- 2007 : Heiliges Herz' (single)
- 2009 : G.B.D.C. / Sonnentag (single)
- 2011 : Durch die Wand der Träume/Kaputt!
- 2011 : All Die Toten Spiegel
- 2012 : Viva Vienna Vol. I (10"-Vinyl-Live-EP)
- 2015 : Wie das ewige Meer
- 2016 : Wir fahren in den Himmel (Und ich kotze Angst) (DVD, Live-Single, 500 exemplaires)
- 2017 : Dornen (vinyl 12", 333 exemplaires)
- 2017 : Blut Ist In Der Waschmuschel (vinyl 12", 333 exemplaires)

### Coffrets
- 2005 : Einer gegen Alle (limité à 5 000 exemplaires)
- 2010 : Vernunft ist nichts, Gefühl ist alles (limité à 3 000 exemplaires)